# Parque Nacional Rungkunan
O Parque Nacional Rungkunan é uma área protegida das Filipinas localizada nos municípios de Ditsaan-Ramain e Tagoloan II em Lanao del Sur, a cerca de 10 quilómetros a leste-sudeste da capital da província, Marawi. O parque cobre a parte oriental montanhosa de Lanao del Sur, perto da Área da Bacia Hidrográfica do Lago Lanao - Rio Agus conhecida pelo seu riacho cintilante, floresta virgem e clima revigorante. Foi declarado parque nacional em 1965 em virtude da Lei da República No. 4190.